# 貝蒂·基奇納
貝蒂·基奇納（出生於 1951年）是一名澳洲精神健康教育家，與安東尼·喬姆共同創立了精神健康急救培訓課程。

## 職業生涯
貝蒂·基奇納接受過教師、輔導員及護士的培訓 。她也是一名精神健康消費者倡導者，曾經經歷過反復發作的嚴重抑鬱症 。貝蒂·基奇納曾在澳洲國立大學及墨爾本大學擔任教學職務 。直到 2016 年底，貝蒂·基奇納一直擔任精神健康急救(澳洲)的首席執行官 。2013年至 2019 年，貝蒂·基奇納在迪肯大學擔任名譽兼職教授。

## 社區活動
在2000年，貝蒂·基奇納與從事精神健康研究的丈夫安東尼·喬姆在坎培拉創辦了精神健康急救培訓 。精神健康急救是一項為期 12 小時的面對面培訓計劃，旨在讓公眾學習如何為出現精神健康問題或處於精神健康危機中的人（例如，他們有自殺傾向）提供初步幫助 。 該計劃遍布澳洲，直到 2011 年，超過 170,000 名澳洲成年人接受了培訓（佔該國成年人口的 1%）。 該培訓課程已為澳洲的各種文化群體進行調適，包括澳洲土著和托雷斯海峽島民 ，越南澳洲人 及澳洲華人 。精神健康急救培訓計劃已擴展到許多其他國家，包括孟加拉、百慕大、加拿大、中國、丹麥、英國、芬蘭、法國、香港、印度、愛爾蘭、日本、馬耳他、尼泊爾、荷蘭、新西蘭、北愛爾蘭、巴基斯坦、葡萄牙、沙特阿拉伯、蘇格蘭、新加坡、南非、瑞典、瑞士、阿拉伯聯合酋長國、美國及威爾士 。直至2018年底，全球有260萬人接受了精神健康急救培訓。

## 出版刊物
- 精神健康急救手冊
- 面向公眾的精神健康急救培訓：對知識、態度和幫助行為影響的評估
- 青少年精神健康急救手冊(成人幫助青少年版)
- 原住民和托雷斯海峽島民精神健康急救手冊
- 精神健康急救：國際早期干預項目
- 青少年精神健康急救手冊(青少年幫助朋友版)
- 老年人精神健康急救手冊(幫助65歲以上人士版)
- 精神健康急救培訓：從社區教育計劃的全球傳播中吸取的教訓